# روب داس
روب داس (بالهولندية: Rob Das)‏ هو مخرج وممثل هولندي، ولد في 12 مايو 1969 في هولندا.

## وصلات خارجية
- روب داس على موقع IMDb (الإنجليزية)
- روب داس على موقع ألو سيني (الفرنسية)
- روب داس على موقع أول موفي (الإنجليزية)
- روب داس على موقع قاعدة بيانات الفيلم (الإنجليزية)
- روب داس على موقع كينوبويسك (الروسية)